# Anjou—Rivière-des-Prairies
Pour les articles homonymes, voir Anjou (homonymie) et Rivière-des-Prairies.
Anjou—Rivière-des-Prairies est une circonscription électorale fédérale du Québec, située sur l'île de Montréal. Elle fut représentée à la Chambre des communes de 1988 à 2004.
La circonscription fut créée en 1987 avec des parties des circonscriptions de Gamelin, Montréal—Mercier et Saint-Léonard—Anjou.
La circonscription fut abolie en 2003 et intégrée aux circonscriptions de Bourassa, Honoré-Mercier et La Pointe-de-l'Île.

## Géographie
En 1987, la circonscription comprenait:
- La ville d'Anjou
- Une partie de la ville de Montréal entre la rue Sherbrooke, le boulevard Rosemont, le boulevard Lacordaire et le boulevard Henri-Bourassa.

## Liste des députés
| Législature                                                                          | Années    | Député | Député           | Parti                     |
| ------------------------------------------------------------------------------------ | --------- | ------ | ---------------- | ------------------------- |
| Anjou—Rivière-des-Prairies issue de Gamelin, Montréal—Mercier et Saint-Léonard—Anjou |           |        |                  |                           |
| 34e                                                                                  | 1988–1993 |        | Jean Corbeil     | Progressiste-conservateur |
| 35e                                                                                  | 1993–1997 |        | Roger Pomerleau  | Bloc québécois            |
| 36e                                                                                  | 1997–2000 |        | Yvon Charbonneau | Libéral                   |
| 37e                                                                                  | 2000–2004 |        | Yvon Charbonneau | Libéral                   |
| Dissoute parmi Bourassa, Honoré-Mercier et La Pointe-de-l'Île                        |           |        |                  |                           |